# Liste der Bodendenkmale in Lützen
In der Liste der Bodendenkmale in Lützen sind alle Bodendenkmale der Stadt Lützen und ihrer Ortsteile aufgelistet. Grundlage ist die Veröffentlichung der Landesdenkmalliste mit Stand vom 25. Februar 2016. Die Baudenkmale sind in der Liste der Kulturdenkmale in Lützen aufgeführt.
| Denkmal-ID | Fundart             | Ortsteil      | Bezeichnung                         | Zeitstellung | Lage | Bemerkungen | Bild |
| ---------- | ------------------- | ------------- | ----------------------------------- | ------------ | --- | --- | ---- |
| 428300039  | Befestigung > Burg  | Lösau         | Talrandburg „Wüste Mark Treben“     | Neolithikum  | 1 km nordwestlich vom Ortsteil Lösau (Lage)                                                                          | durch mittelalterlichen und neuzeitlichen Friedhof überbaut |      |
| 428300035  | Grabmal > Grabhügel | Großgörschen  | Grabhügel „Monarchenhügel“          | Neolithikum  | 2 km südlich vom Ort (Lage)                                                                                          | als Denkmal an die Schlacht von 1813 König Friedrich Wilhelm III. gewidmet – Betonsockel noch erhalten, Rest 1985 umgesetzt, Gedenkstein östlich des Hügels noch vorhanden |      |
| 428300642  |                     | Rahna         | Schlachtfeldbefestigung             | Neuzeit      | 300 m südlich Großgörschen ()                                                                                        | |      |
| 428300036  | Befestigung > Burg  | Kleingörschen | Wasserburg                          | Mittelalter  | Ortslage (Lage) | von keiner Seite aus zugänglich |      |
| 428300065  | Befestigung > Burg  | Bothfeld      | Wasserburg „Das Waal“               | Mittelalter  | im Ort (Lage) | als Denkmal nicht erkennbar, kein Zugang, umzäunt, Pferdekoppel |      |
| 428300690  | besonderer Stein    | Söhesten      | Bauernstein Söhesten                | Mittelalter  | im Ort, gegenüber dem Kriegerdenkmal und der ehemaligen Gaststätte des Dorfes, zwischen Straße und Gartenzaun (Lage) | polygonaler Sandsteinblock mit ebener Oberfläche, daneben ein kleinerer Stein                                                                                              |      |
| 428300674  | Befestigung > Wall  | Poserna       | Wallburganlage                      | Mittelalter  | nördlich vom Ort, Bergsporn (Lage)                                                                                   | Spornspitze im Nordwesten durch Doppelgraben gesichert, umlaufender Wall in Resten vorhanden                                                                               |      |
| 428300045  | besonderer Stein    | Poserna       | Menhir „Hasensäule“                 | Neolithikum  | 1 km südwestlich vom Ort ()                                                                                          | nicht mehr vorhanden |      |
| 428300044  | Grabmal > Grabhügel | Poserna       | zwei Hügelgräber                    | Neolithikum  | 0,7 km südöstlich vom Ort ()                                                                                         | zwei hügelähnliche Stellen |      |
| 428300032  | Befestigung > Burg  | Zorbau        | Befestigung – Wasserburg „Gutswaal“ | Mittelalter  | östlicher Ortsrand vom Ortsteil Zörbig (Lage)                                                                        | |      |